# Henry Mansell
Henry Joseph Mansell (ur. 10 października 1937 w Nowym Jorku) – amerykański duchowny katolicki, arcybiskup metropolita Hartford w latach 2003-2013.

## Życiorys
Urodził się w nowojorskiej dzielnicy Bronx. W latach 1951–1957 uczęszczał do seminarium przygotowawczego archidiecezji Nowy Jork. Następnie kształcił się w Seminarium Św. Józefa w Yonkers, gdzie uzyskał licencjat, a następnie wyjechał na studia do Rzymu. Tam dnia 19 grudnia 1962 otrzymał święcenia kapłańskie z rąk abpa Martina J. O'Connora. W roku 1963 uzyskał licencjat z teologii na Uniwersytecie Gregoriańskim. Po powrocie do kraju pełnił posługę duszpasterską w rodzinnym mieście. Od roku 1985 wicekanclerz archidiecezji, a od 1988 kanclerz. W roku 1986 otrzymał godność prałata honorowego Jego Świątobliwości.
24 listopada 1992 otrzymał nominację na biskupa pomocniczego Nowego Jorku ze stolicą tytularną Marazanae. Sakrę przyjął w Rzymie z rąk papieża Jana Pawła II. Współkonsekratorami byli kardynałowie Giovanni Battista Re i Justin Francis Rigali. 18 kwietnia 1995 mianowany został biskupem diecezji Buffalo. Za jego kadencji usprawnione zostało administrowanie diecezją, dobrze układała się też współpraca z radami diecezjalnymi. Od września 1995 wprowadził zwyczaj sprawowania codziennej mszy św. w katedrze, która miała być transmitowana przez miejscową telewizję. Jego staraniem przeprowadzona została renowacja katedry, zamontowano również nowy ołtarz główny. Odwiedził też wszystkie parafie diecezji, większość z nich wiele razy.
20 października 2003 awansowany został na stanowisko arcybiskupa metropolity Hartford w stanie Connecticut. Ingres miał miejsce 18 grudnia tego samego roku. Tempa pracy nie zwolnił również i w nowym otoczeniu. Jego staraniem otworzony został bezpłatny punkt medyczny dla osób nieposiadających ubezpieczenia, powstał diecezjalny dom księży emerytów, wspierał rozwój budownictwa mieszkaniowego. Abp Mansell nadzoruje również proces beatyfikacyjny założyciela Rycerzy Kolumba ks. Michaela McGivneya. Jest doktorem honoris causa kilku uniwersytetów.
29 października 2013 papież Franciszek przyjął jego rezygnację złożoną ze względu na wiek.